# Dendromecon rigida
Dendromecon rigida là một loài thực vật có hoa trong họ Anh túc. Loài này được Benth. mô tả khoa học đầu tiên năm 1834.

## Hình ảnh

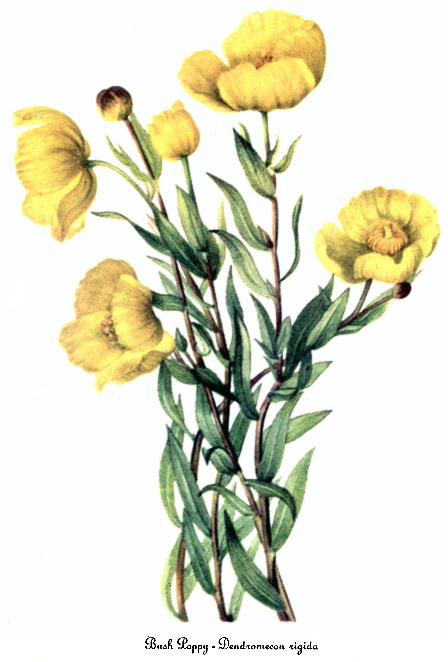
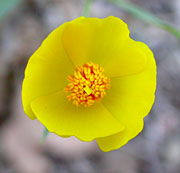
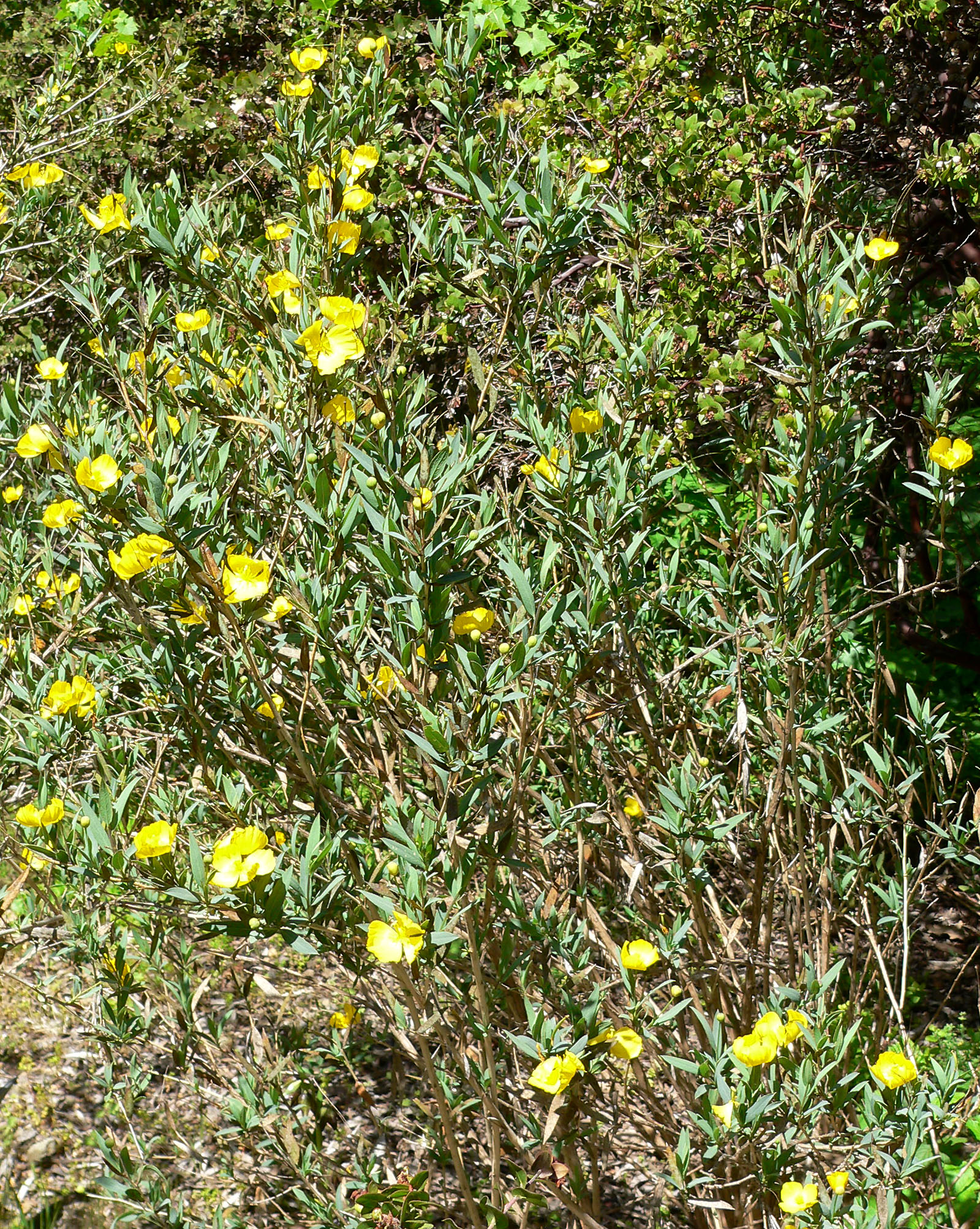
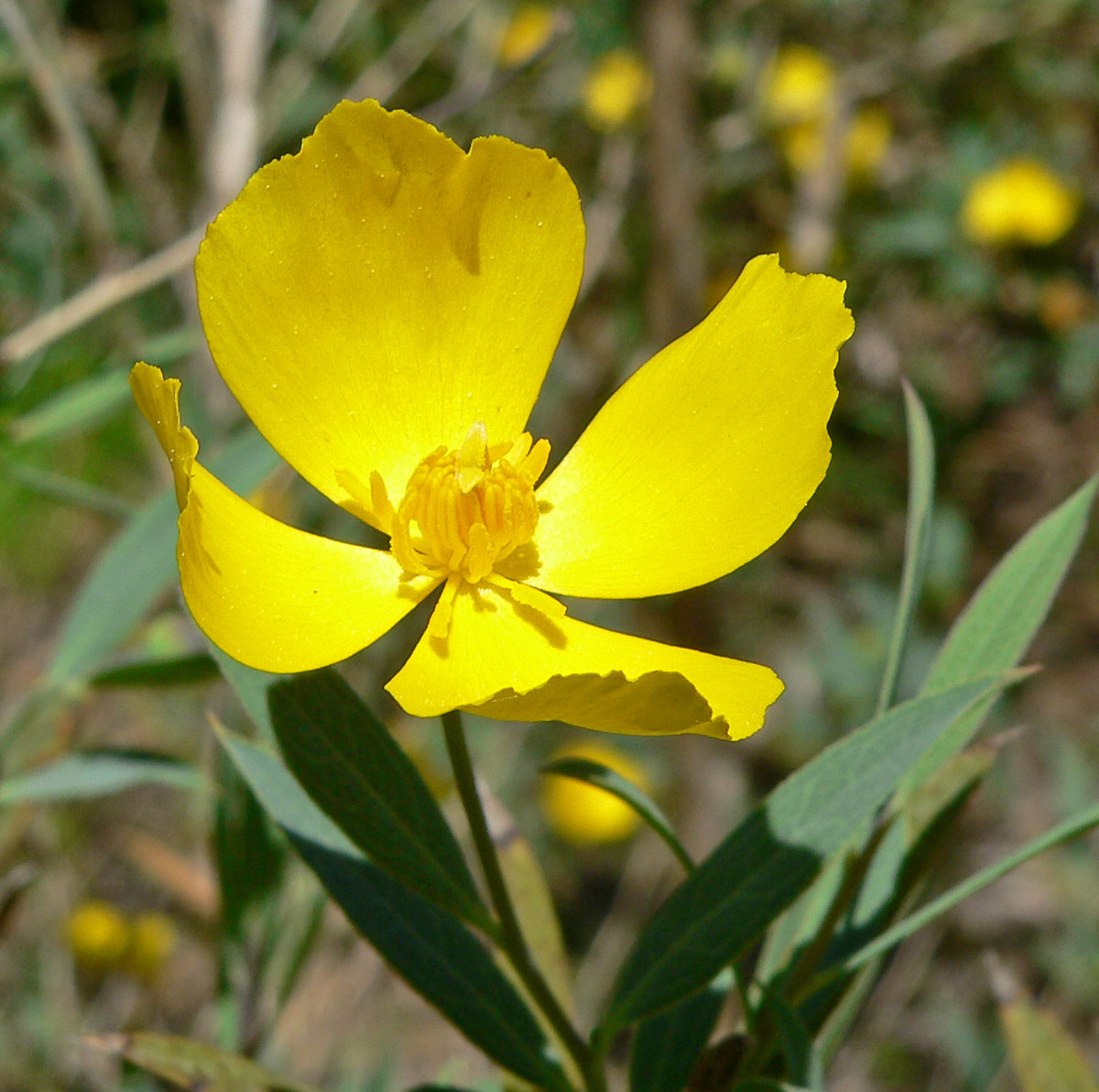